# Palazzo degli Sporti
Palazzo degli Sporti, o Busini Ugolini,  è un edificio civile del centro storico di Firenze, situato tra via dell'Oriuolo 10 e via Sant'Egidio a Firenze, davanti a una piazzetta senza nome presso l'arco di San Pierino, dove immette anche Borgo Pinti.
Il palazzo appare nell'elenco redatto nel 1901 dalla Direzione Generale delle Antichità e Belle Arti, quale edificio monumentale da considerare patrimonio artistico nazionale.

## Storia e descrizione

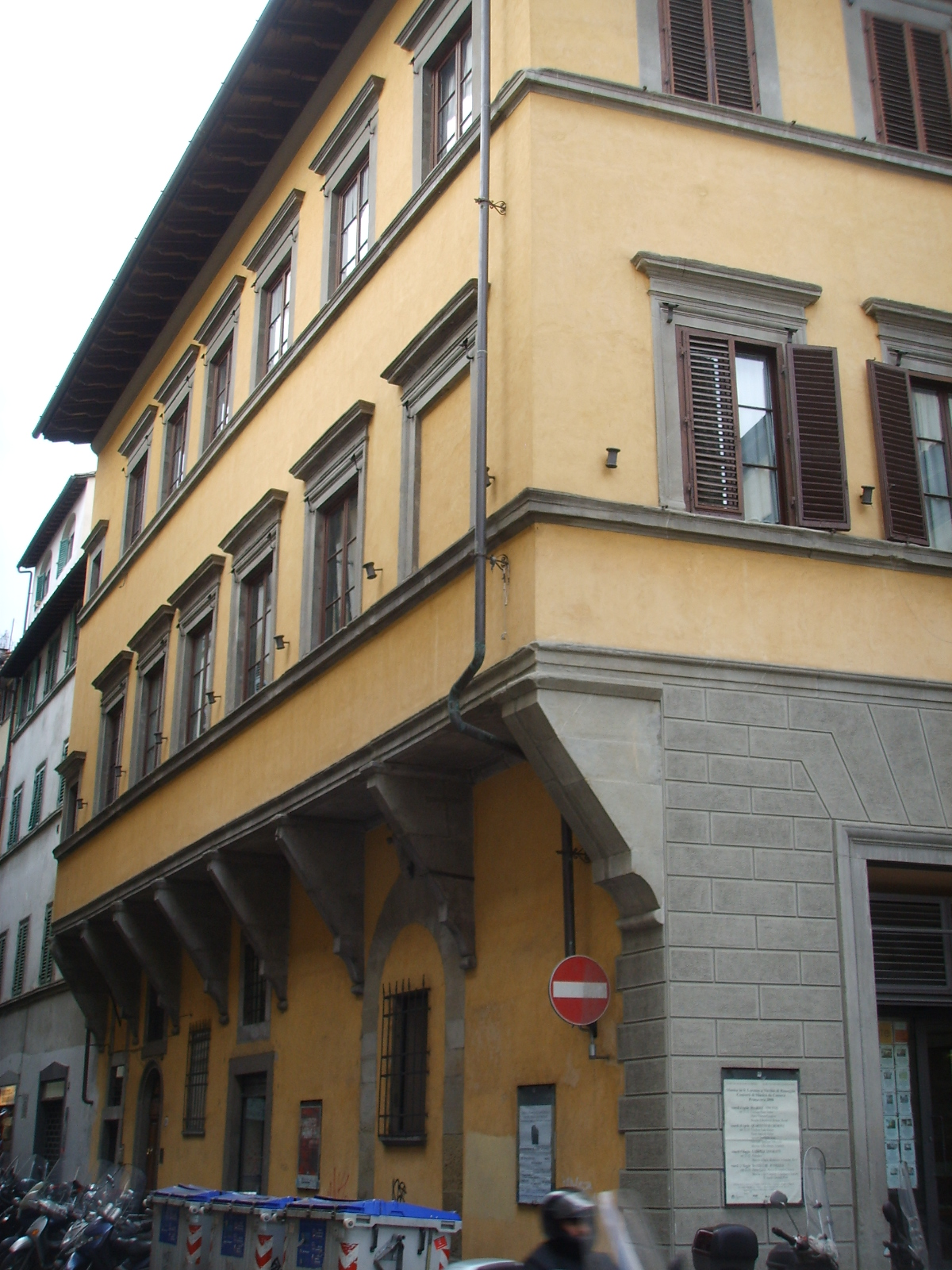
Gli "sporti" su mensoloni lungo via dell'Oriuolo

L'edificio, sviluppato su tre piani, d'impianto cinquecentesco, prospetta sia su via dell'Oriuolo sia su via sant'Egidio con facciate a sporti su mensole, che ne definiscono un elemento così distintivo da determinare la denominazione corrente dell'edificio. In quest'area sono documentate antiche case degli Albizi che, quasi in rovina, vennero vendute nel 1508 da Filippo di Michele da Nipozzano (Albizi) ad Anton Francesco degli Albizi. Luca, suo figlio, edificò il palazzo nelle forme attuali, attorno al 1532. Nel corso del tempo dagli Albizi la proprietà passò agli Orlandi (creditori degli Albizi), quindi ai Busini, pervenendo poi in eredità a una suora della famiglia del monastero di Santa Caterina al Monte, detto di San Gaggio: a questa fase si riferisce la Ruota affiancata dalle palme del martirio che ricorre sui portoni, ora tamponati, che guardano sia su via Sant'Egidio sia su via dell'Oriuolo, quale simbolo, appunto, di Santa Caterina d'Alessandria. 
Nell'Ottocento il palazzo subì uno smusso verso piazza Salvemini per attenuare l'acutezza dello sprone che, per via degli sporti su mensole, lo rendeva simile alla prua di una nave. La nuova facciata su questo breve lato, eccezion fatta per il piano terreno trattato a finto bugnato secondo modi decisamente propri di quel periodo, non interrompe tuttavia l'unitarietà del disegno dei prospetti dei piani superiori, a indicare come lo smusso deve aver interessato solo un corpo di fabbrica basso che presumibilmente determinava lo sprone con una terrazza. 
In questa casa, nel 1631, il letterato bolognese Agostino Coltellini costituì un sodalizio con lo scopo di riunire "in virtuosa conversazione" i giovani usciti dalla scuola di Lettere Umane, che dal 1635 si trasformò in Accademia degli Apatisti. Una tradizione attribuisce, senza fondamento, il palazzo a Michelangelo Buonarroti, o dubitativamente a Baccio d'Agnolo. 
Attualmente l'edificio si presenta in buone condizioni di conservazione, a seguito di un recente restauro.

## Bibliografia

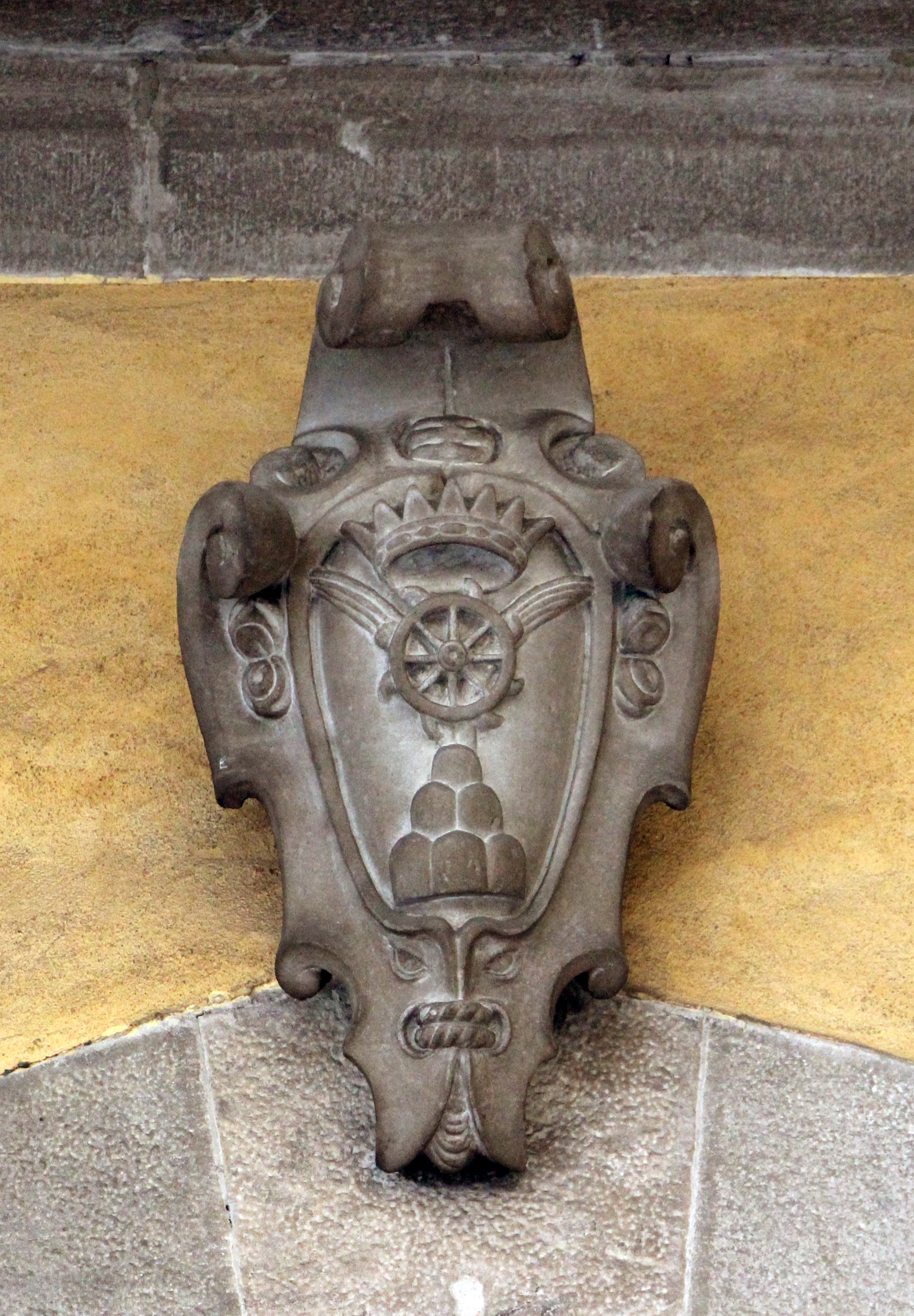
Stemma del monastro di San Gaggio